# Le Pizou

Le Pizou este o comună în departamentul Dordogne din sud-vestul Franței. În 2009 avea o populație de 1.239 de locuitori.

## Evoluția populației
| An        | 1975  | 1982  | 1990  | 1999  | 2006  | 2009  |
| --------- | ----- | ----- | ----- | ----- | ----- | ----- |
| Populație | 1.251 | 1.255 | 1.172 | 1.094 | 1.159 | 1.239 |